# Jaguar Mk V
Jaguar Mk V är en personbil, tillverkad av den brittiska biltillverkaren Jaguar mellan 1948 och 1951. 
Mk V är en uppdatering av mellankrigsmodellen Jaguar 2½ litre/3½ litre, en interimsmodell i väntan på att ersättaren Jaguar Mk VII skulle bli klar för produktion. Den skiljer sig från företrädaren främst genom sin individuella framhjulsupphängning. Utseendemässigt kan man lätt känna igen en Mark V på sina modernare, halvintegrerade framlyktor och så kallade "biplansstötfångare".
Versioner:
| Modell   | Motor              | Cylindervolym | Effekt | Bränsle          |
| -------- | ------------------ | ------------- | ------ | ---------------- |
| 2½ litre | 6-cyl radmotor ohv | 2664 cm³      | 102 hk | Dubbla förgasare |
| 3½ litre | 6-cyl radmotor ohv | 3485 cm³      | 125 hk | Dubbla förgasare |